# 蒙特贝卢纳
蒙特贝卢纳（義大利語：Montebelluna），是意大利威尼托大区特雷维索省的一个市镇，位於威尼斯西北方50（31英里）處。总面积48.98平方公里，人口31062人，人口密度631.8人/平方公里（2021年）。国家统计（ISTAT）代码为026046。
蒙特贝卢纳与以下城市接壤：阿尔蒂沃勒、卡埃拉诺迪圣马可、科尔努达、克罗塞塔德尔蒙特洛、特雷维尼亚诺、韦德拉戈、沃尔帕戈德尔蒙特洛。 

## 自然地理学
领土 蒙特贝卢纳的领土基本上是平坦的，海拔从圣加埃塔诺以南的海拔69米到佩德里瓦以北的144米不等。景观的另一个特点是存在两座山丘，包括蒙特洛的西端（最高海拔 343 m）和更温和的 Capo di Monte（或 Montebelluna Alta，甚至是 Mercato Vecchio 山，199 m）。在两个浮雕之间穿过一条天然走廊（费尔特里纳河沿着这条走廊穿过），曾经是皮亚韦河的原始河床。 该地区的水道自然贫乏，但自古以来，供水一直由源自皮亚韦河的人工运河系统确保。这些特别是 Canale del Bosco 和 Canale di Caerano，它们是 Brentella di Pederobba 的分支。

## 古代历史
原始史和罗马时代人类活动的最初痕迹可以追溯到石器时代和青铜时代（旧石器时代中期）。然而，真正的定居点的诞生发生在公元前九世纪左右。位于皮亚韦河谷口、连接平原和前阿尔卑斯地区的战略地理位置有利于其发展。随着时间的推移，它将成为前罗马威尼托最重要的中心。这些信息是通过对科莱圣玛丽亚和波斯蒙地区墓地的大量发现而提供的。
该地区在罗马时期（从公元前 2 世纪至 1 世纪威尼托罗马化直至公元 2 世纪）继续有人居住。蒙特贝卢纳将成为罗马市阿塞卢姆（阿索洛）百岁纪念的一部分。目前还没有确定这是一个假设，更不用说蒙特贝卢纳是一个住宅中心（靠近科莱的圣玛丽亚）或防御阿索洛和特雷维索栅栏的罗马卡斯特拉。

## 经济
蒙特贝卢纳是与附近的维琴察省协同发展的最大工业中心之一。这些行业主要集中在制革、金属加工、电工、光学、食品、鞋类、服装（尤其是运动）、精密仪器、塑料和图形艺术领域。农业部门积极生产蔬菜、水果、酿酒葡萄、谷物、饲料和养牛业。商贸物流发达，该镇战略地位优越，是重要产区中心路口。它是滑雪靴的主要生产商。
眾多服裝鞋履品牌包括斐乐、Lotto、Northwave、健乐士等都在蒙特贝卢纳設有總部或生產線。蒙特贝卢纳亦是生產滑雪靴的重鎮
1989 年，蒙特贝卢纳的产量占全球产量的 70% 以上。[8] 《Outside》杂志将其描述为“世界领先的户外鞋设计中心”。十多个靴子和运动鞋品牌，包括 Alpina Žiri、Asolo、Fila、La Sportiva、Lowa、Mammut Sports Group、Scarpa 和 Tecnica Group，至少在这座城市开展了部分业务。[9][10]制鞋博物馆 Museo dello Scarpone e della Calzatura Sportiva 位于 Villa Zuccareda Binetti。

## 文化

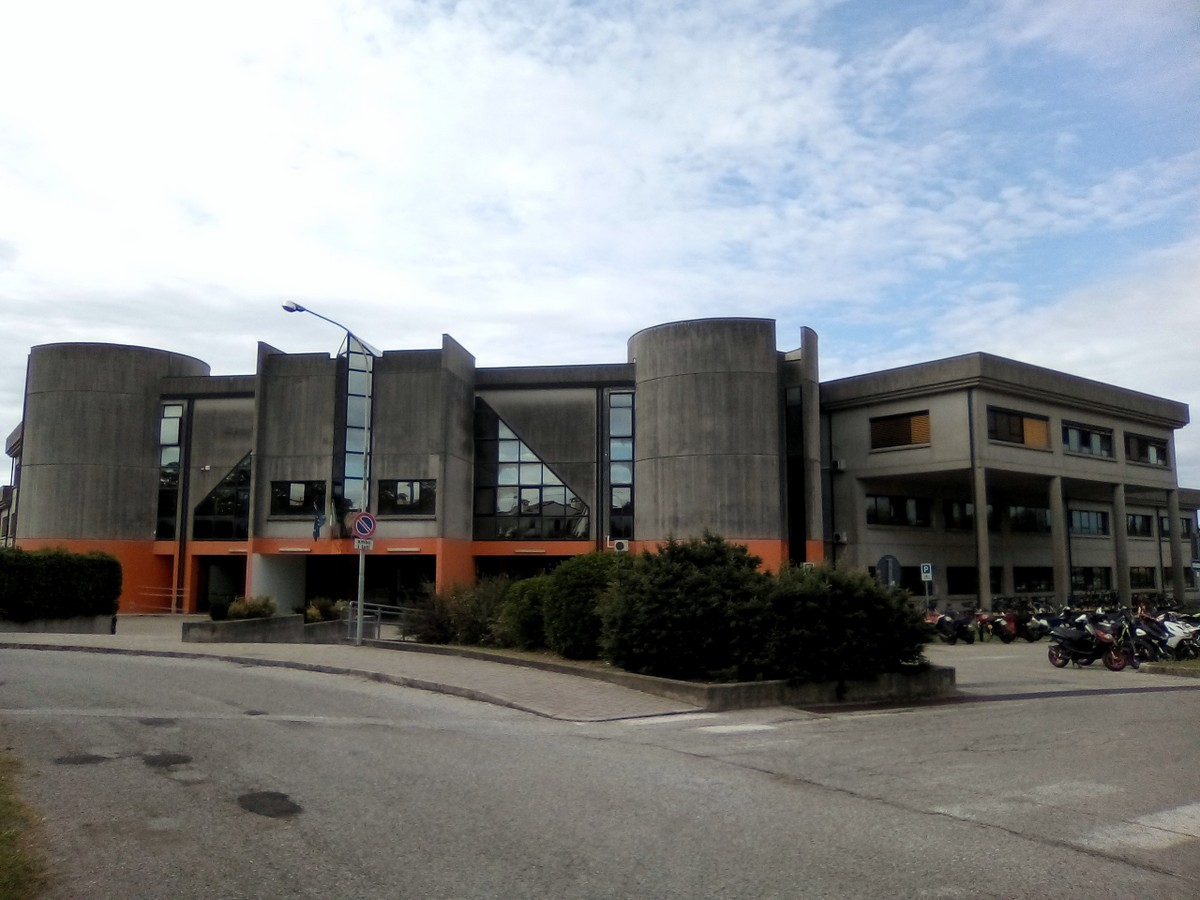
IIS Einaudi Scarpa

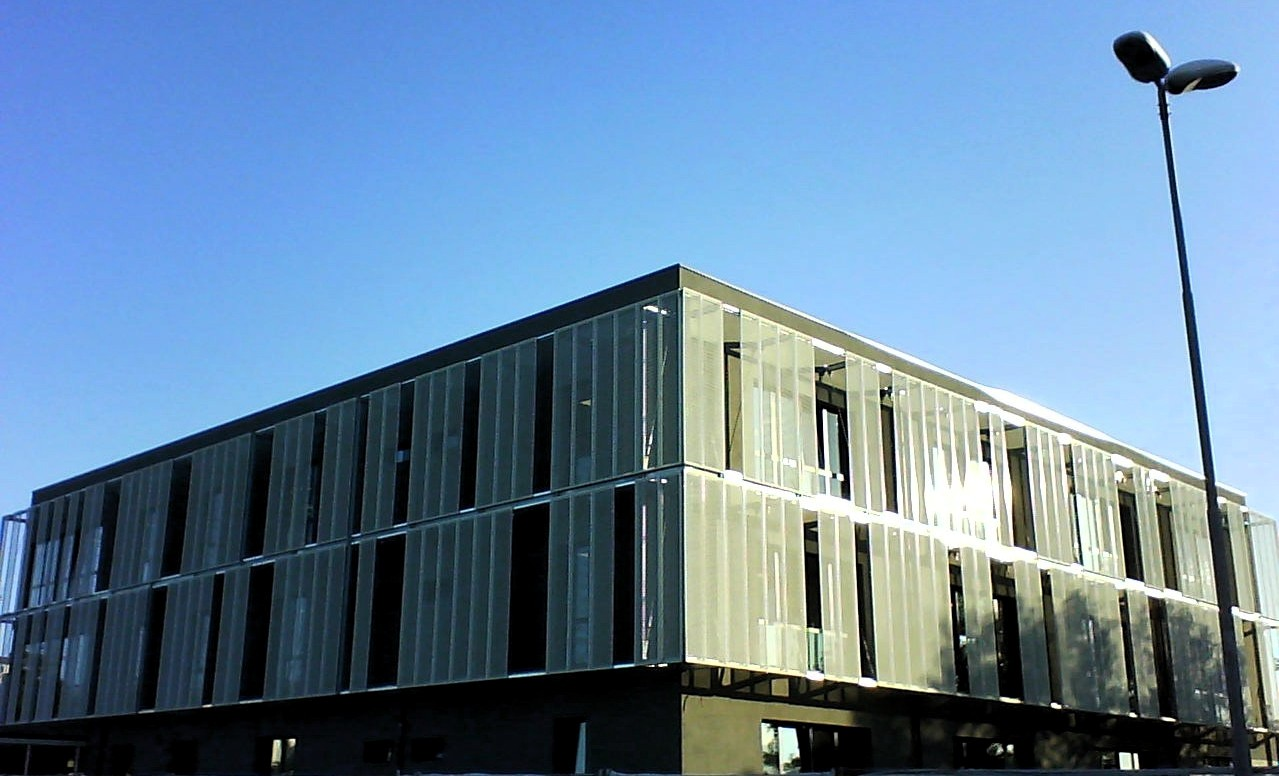
IIS Einaudi Scarpa新专业总部

]

### 伊斯特鲁齐奥内
市内有许多学前、小学和初中学校。对该市具有重要意义的中学有普里莫-列维高等教育学院（前高中和科学高中）、"安吉拉-维罗内塞 "国立高中（拥有语言、经济和社会艺术三个特色校区）以及埃诺迪-斯卡帕高等教育学院（开设技术、经济和专业课程）。
毗邻 O. Frassetto 宫 的新建筑将容纳 IIS Einaudi-Scarpa 专业课程和蒙特贝卢纳的 IPSSAR Maffioli 独立学校，分为两个不同高度的部分，分别为两层和三层，内部有两个大天井，设有教室、实验室、行政办公室和卫生间。

### 文化机构
- 蒙特贝卢纳市图书馆
- 自然历史和考古博物馆， 位于比亚吉别墅

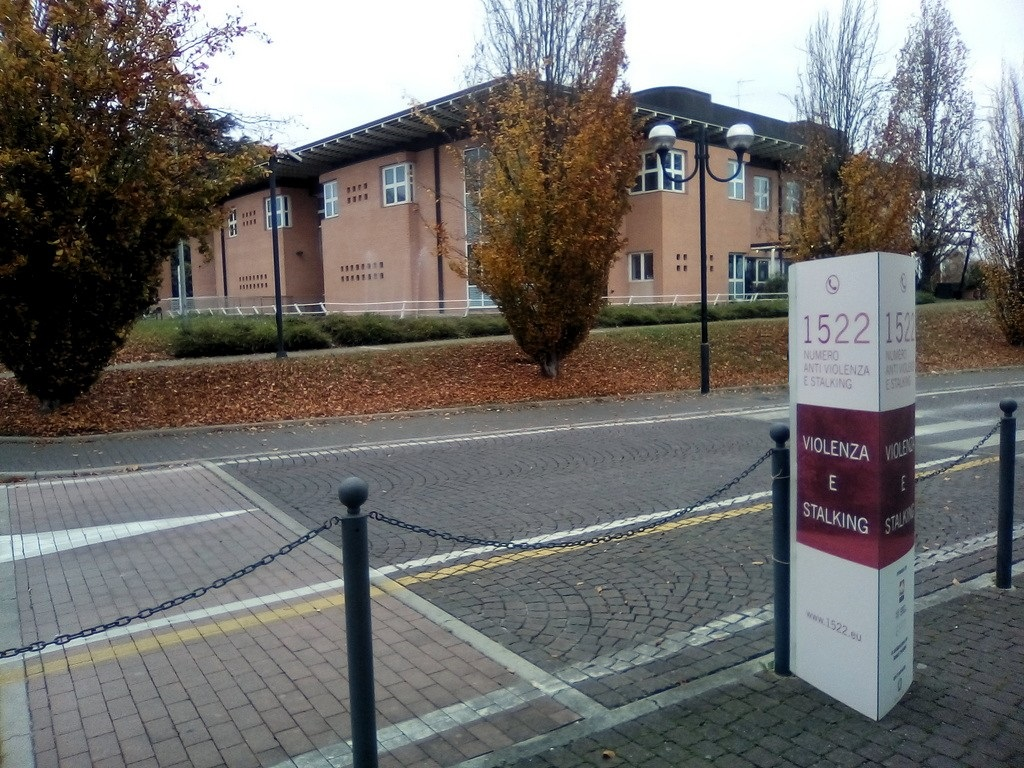
Municipal library

- “罗伯托·比诺托”剧院，位于比亚德内科雷尔皮萨尼别墅
- MEVE - 威尼托一战纪念碑， 位于科雷尔皮萨尼别墅
- 靴子和运动鞋博物馆，位于 祖卡雷达比内蒂别墅

Villa Romivo展览空间 

## 姊妹城市

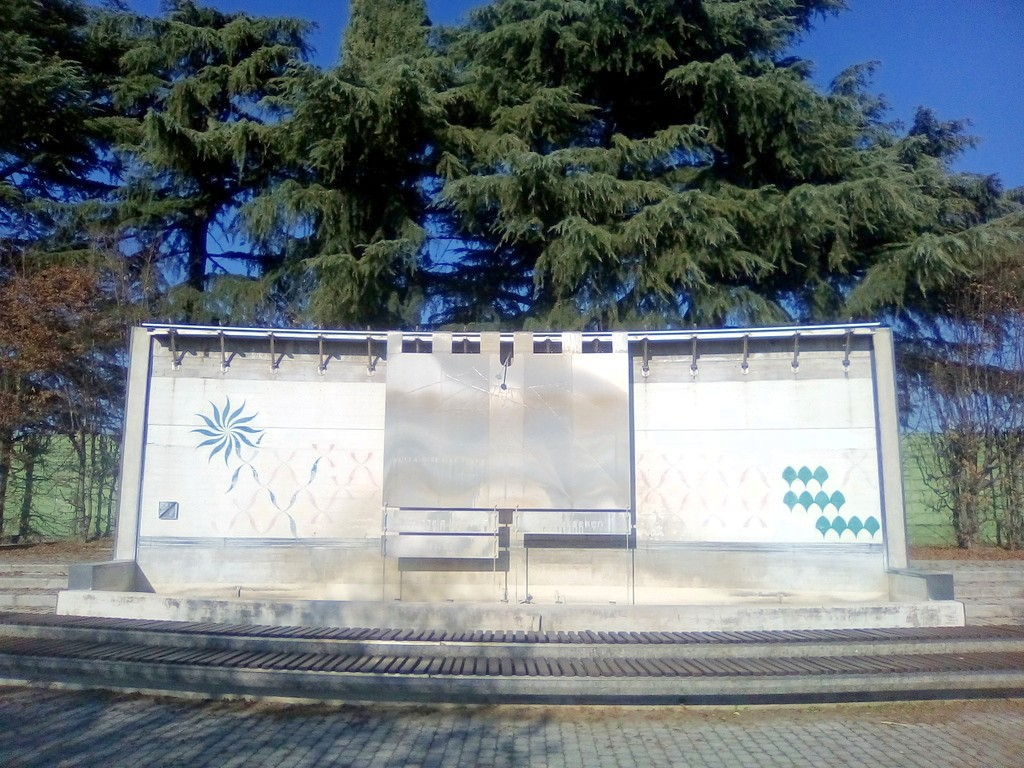
Dammarie-les-Lys广场的喷泉

Dammarie-les-Lys， 法国， 自 1987 年以来  Oberkochen， 德国， 自1992年起  Tata， 匈牙利， 自 2000 年起